# Ataque contra as instalações petrolíferas de Abole
O ataque às instalações de exploração de petróleo de Abole foi um ataque que ocorreu na manhã de 24 de abril de 2007, quando homens armados da Frente de Libertação Nacional de Ogadênia atacaram a instalação de exploração de petróleo do Zhongyuan Petroleum Exploration Bureau (ZPEB), uma subsidiária da China Petroleum & Chemical Corporation (Sinopec) na cidade de Abole, a 30 km ao norte de Degehabur, na Região Somali da Etiópia. 74 pessoas, incluindo nove funcionários chineses que trabalhavam para o grupo petrolífero chinês  foram mortas.
Este ataque chocou a população e muitos temiam que isso desencorajasse os investidores estrangeiros de virem ao país. A maioria dos etíopes mortos neste massacre eram trabalhadores, guardas ou funcionários administrativos. Alguns agentes de segurança etíopes também foram mortos durante o ataque surpresa. Este foi o ataque mais importante cometido pela Frente de Libertação Nacional de Ogadênia.
O ataque de Abole ocorreu quando as forças armadas etíopes estavam envolvidas em combates ferozes contra insurgentes somalis em Mogadíscio.